# 용인둔전초등학교
용인둔전초등학교는 대한민국 경기도 용인시에 있는 공립 초등학교이다.

## 학교 연혁
- 2004년 1월 14일 용인둔전초등학교 설립 인가
- 2004년 3월 1일 33학급 개교
- 2004년 3월 10일 초대 이풍호 교장선생님 취임
- 2005년 3월 4일 용인둔전초등학교병설유치원 개원(1학급)
- 2006년 3월 1일 제2회 졸업식(220명)
- 2007년 3월 1일 제2대 조문행 교장선생님 취임
- 2008년 2월 15일 제4회 졸업식(238명)
- 2008년 9월 1일 제3대 장병성 교장선생님 취임
- 2009년 3월 1일 에너지절약 정책연구학교 지정
- 2010년 2월 9일 제6회 졸업식(256명)
- 2010년 3월 1일 43학급 편성
- 2010년 12월 28일 학교평가 우수교 교육장 표창
- 2011년 2월 15일 제7회 졸업식(238명)
- 2011년 10월 11일 과학문화 저변확대 및 대중화 기여 표창
- 2011년 10월 31일 영재교육기관 평가 결과 우수기관 표창
- 2012년 2월 15일 제8회 졸업식(265명)
- 2012년 3월 1일 특수학급 운영
- 2012년 3월 1일 44학급 편성(특수학급 포함)
- 2013년 2월 14일 제9회 졸업식(242명 - 누적아동 2013명)
- 2013년 3월 1일 41학급 편성
- 2013년 9월 17일 온라인 국제교류협력 프로그램 시범학교 운영
- 2014년 2월 14일 제10회 졸업식(223명 - 누적아동 2236명)
- 2014년 3월 1일 40학급 편성
- 2014년 9월 1일 제4대 위홍 교장선생님 취임
- 2015년 2월 13일 제11회 졸업식(198명-누적아동 2436명)
- 2015년 3월 1일 초 39학급, 특수 1학급, 유치원 1학급 편성

## 참고 자료
- 용인둔전초등학교 - 한국교육학술정보원 학교알리미